# La Serena, Chile

La Serena este un oraș cu 160.148 locuitori (2002) din regiunea Coquimbo, Chile.